# 다잉현

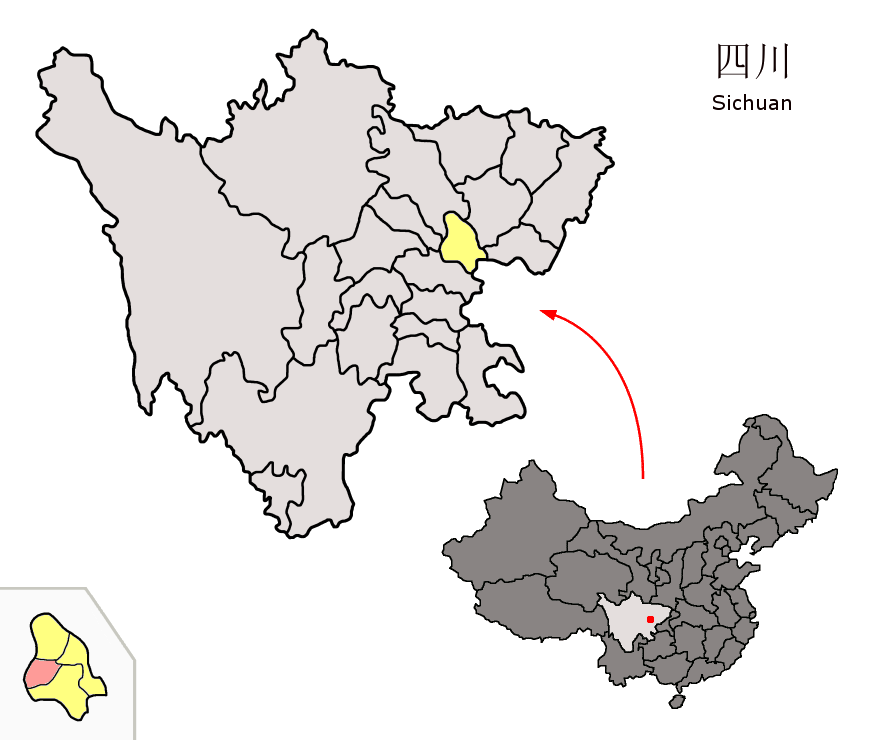
다잉현의 위치

다잉현(한국어: 대영현, 중국어: 大英县, 병음: Dàyīng Xiàn)은 중화인민공화국 쓰촨성 쑤이닝시의 현급 행정구역이다. 넓이는 703km2이고, 인구는 2007년 기준으로 560,000명이다.

## 행정 구역
11개 진, 7개 향을 관할한다.
- 진: 蓬莱镇, 隆盛镇, 回马镇, 天保镇, 河边镇, 卓筒井镇, 玉峰镇, 象山镇, 民主镇, 石门镇, 妻阝口镇.
- 향: 通仙乡, 金元乡, 智水乡, 星花乡, 五方乡, 福禄乡, 寸塘口乡.